# Brachaspis robustus
Brachaspis robustus är en insektsart som beskrevs av Bigelow 1967. Brachaspis robustus ingår i släktet Brachaspis och familjen gräshoppor. Inga underarter finns listade i Catalogue of Life.

## Bildgalleri

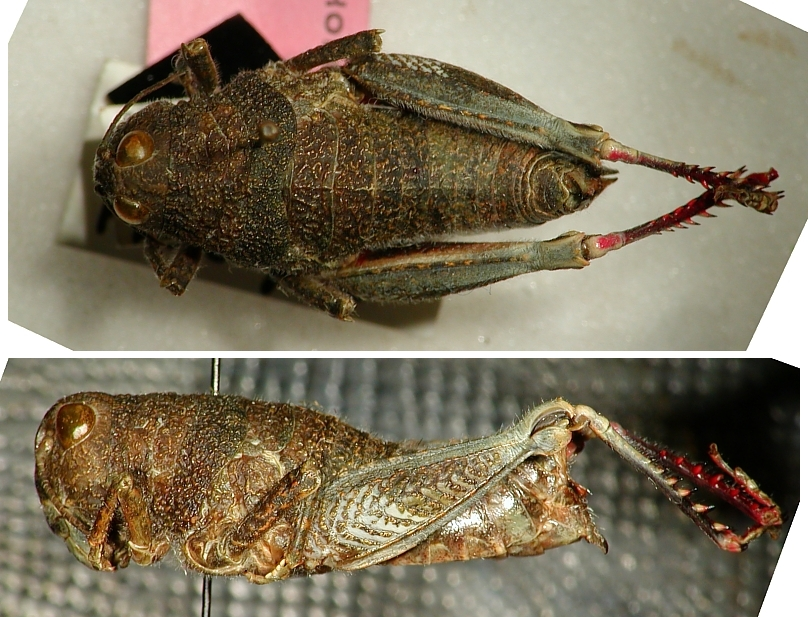
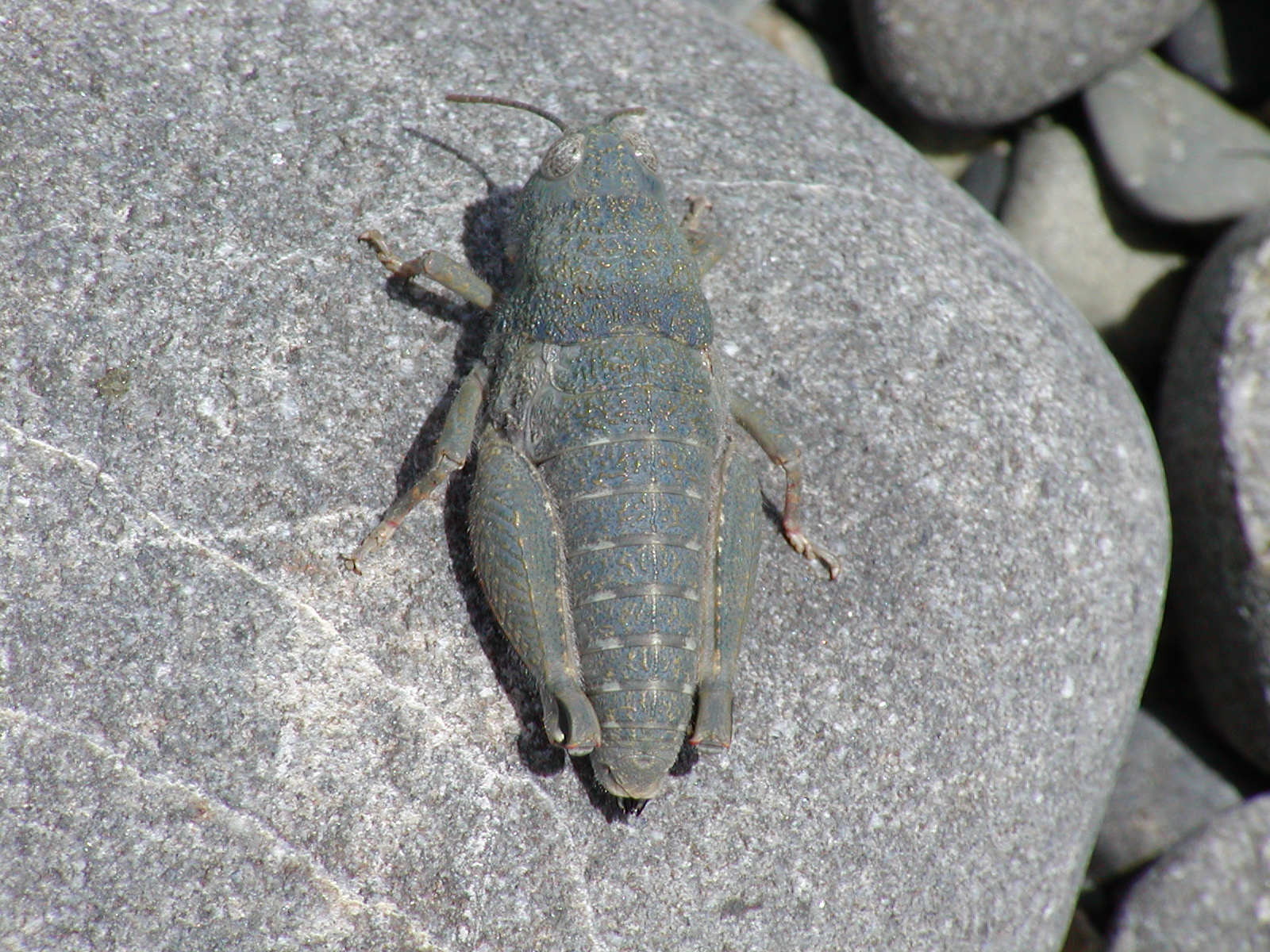
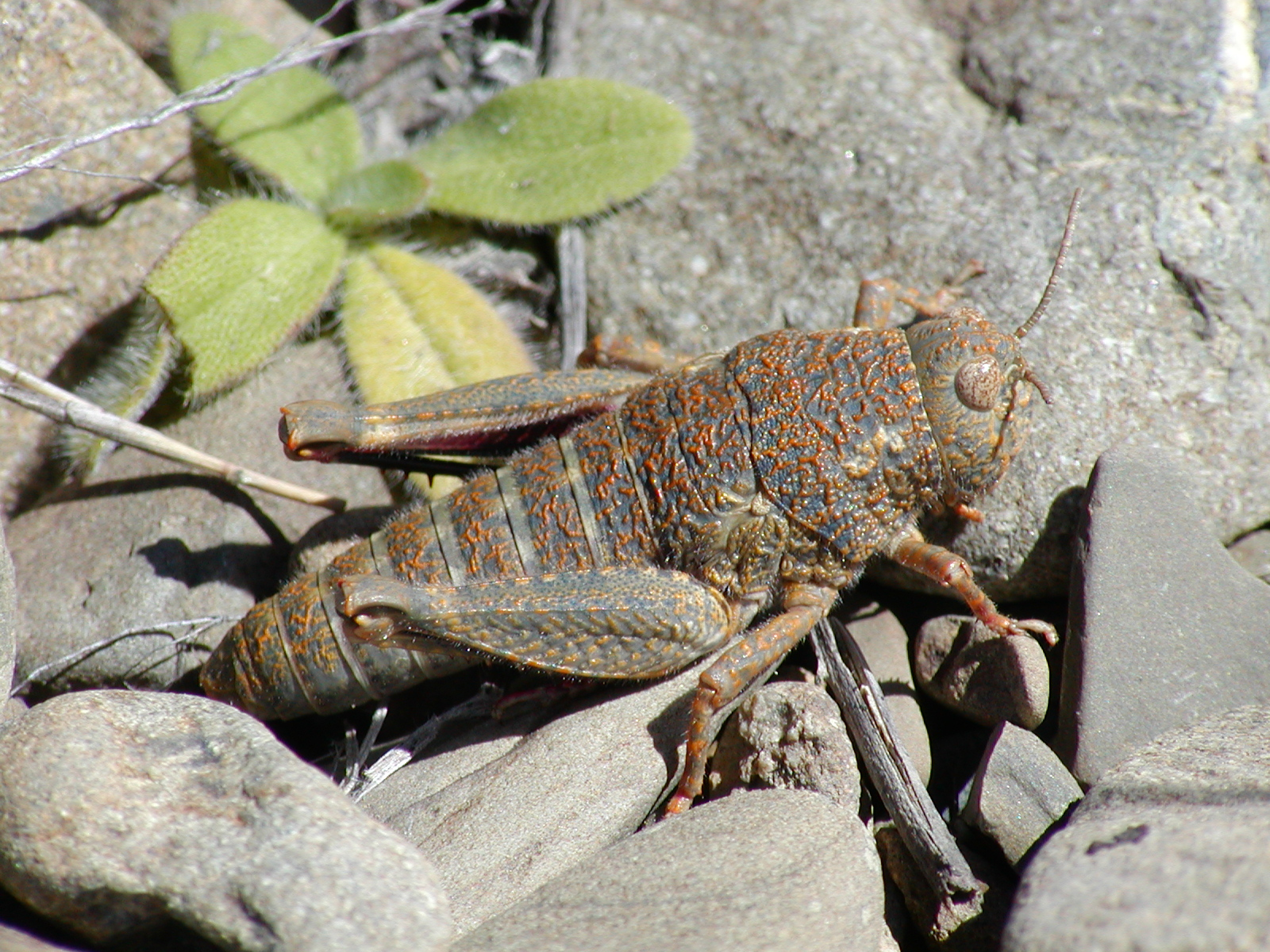
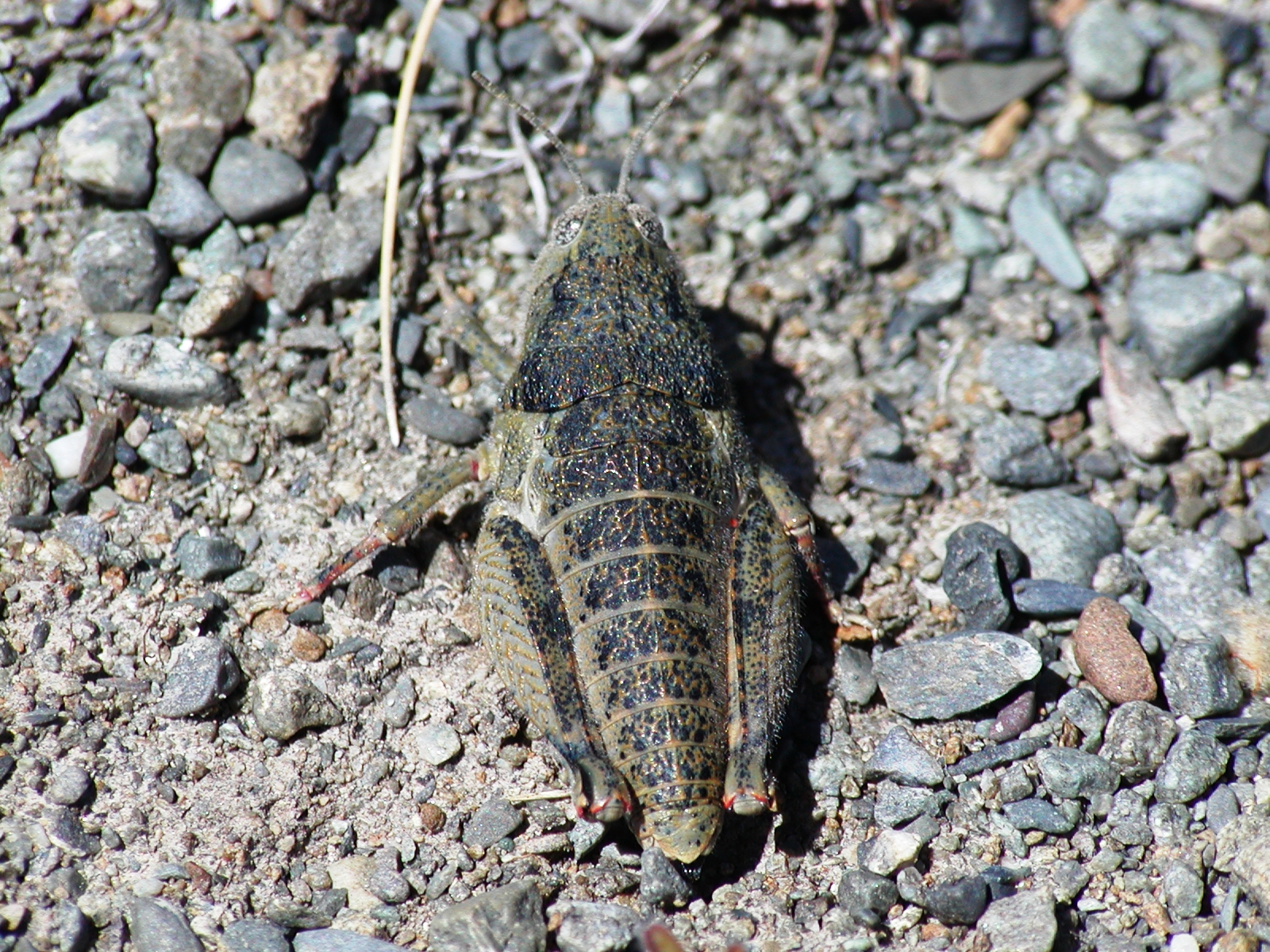